# Vaman Shivram Apte
Vaman Shivram Apte (SindhuDurg, 1858 - Pune, 9 de agosto de 1892)
fue un sanscritólogo y lexicógrafo indio, profesor de sánscrito en la Universidad Fergusson, en Pune (India). Es reconocido por haber recopilado un diccionario titulado The Student's English-Sanskrit dictionary (‘diccionario inglés-sánscrito para estudiantes’).

## Biografía
Vamanrao S. Apte provenía de una familia acomodada de la región Konkan ―en el centro de la costa occidental de la India―.
Nació en el caserío de Asolipal (Banda Peta),
en el desaparecido estado marathi de Sawantwadi.
Su padre era conocido como un pandit (erudito) de alta integridad de carácter.
Cuando Vaman tenía ocho años de edad, su padre falleció. Como había salido como fiador de un amigo, para pagar la deuda la familia quedó en la calle.
Apte cursó su educación primaria en la localidad de Sawantwadi.
Su madre no conseguía trabajo para mantener a su familia y se mudó a Kolhapur con sus dos hijos (Vaman y su hermano mayor) y con gran dificultad crio a sus hijos.
Tres años más tarde fallecieron por enfermedad su madre y su hermano mayor. Vaman ―con once años― se quedó huérfano.
Su inteligencia le ganó el favor de Shri M. M. Kunte, el director de la escuela secundaria Rajaram, y lo mantuvo económicamente para que pudiera terminar la escuela y continuar la universidad.
Pasó el examen de matriculación con la nota máxima. Obtuvo una beca Jagannath Shankarshet para estudiar sánscrito.
El profesor británico Kielhorn lo pidió como alumno en el Colegio Deccan.
Vamanrao mostró su brillantez en todos los exámenes y ganó el premio de sánscrito Bhau Daii en el examen de licenciatura (1877) y la beca Bhagawandas en el examen de maestría (1879).
Con estas distinciones se le ofreció un puesto en el Gobierno británico (que mantenía invadida la India desde un siglo antes).
Pero Apte tenía ideas patrióticas, algunas de las cuales ya habían sido llevadas a la práctica por Vishnu Shastri Chiplunkar, el padre del marathi moderno y de la educación nacional india.
En 1880 Apte decidió dedicarse a la causa de la educación nacional, acercándose a los fundadores de la recién fundada Nueva Escuela de Inglés.
Por supuesto, la institución (Nueva Escuela de Inglés) hizo una más preciosa adquisición en conseguir los servicios de V. S. Apte en el comienzo mismo de su carrera.
El suyo era un intelecto más precoz y penetrante y el registro de sus logros académicos era más distinguido.
Los fundadores de la institución reconocieron sus méritos eminentes y lo ocuparon como superintendente, mientras que el propio patriarca Chiplunkar trabajó bajo sus órdenes como rector.
La labor de Apte obtuvo rápidos frutos: la escuela consiguió una de las dos becas en sánscrito en el examen de la primera matriculación, incluso en el primer año.
El 9 de septiembre de 1889, con 31 años, Apte presentó los puntos de vista de los conductores de la Nueva Escuela de Inglés acerca de la educación, ante el Comité de Reformas Educativas de la Provincia de Bombay, presidida por William Hunter:
Apte protestó contra la enseñanza de la Biblia en las escuelas y colegios indios, ya que esto iba en contra del principio de neutralidad religiosa, enunciada en el Despacho de 1854.
Bajo su dirección ―entre los años 1880 y 1892―, la Nueva Escuela de Inglés ganó la beca la beca Jagannath Shankarshet nueve veces.
Llegó al puesto de rector de la universidad Fergusson.
Sanscritistas de renombre, como el rector V. K. Rajwade (1863-1926), el profesor L. G. Lele, y el profesor S. N. Paranjape fueron sus alumnos.
Cuando la Nueva Escuela de Inglés y la universidad de Fergusson marchaban de éxito en éxito, Apte falleció de un ataque cerebrovascular el 9 de agosto de 1892.
A pesar de corta vida ―44 años―, su producción académica fue notable.
Su Guía para estudiantes de composición en sánscrito (1881) y su Diccionario inglés-sánscrito para estudiantes (cuya primera versión se publicó en 1884, cuando Apte tenía 26 años) se siguen utilizando en escuelas, colegios y universidades, incluso después de más de un siglo de su publicación.

## Obras
- 1881: The Students' Guide to Sanskrit Composition.
- The Students' Hand-Book of Progressive Exercises, Part I and II.
- 1884: The Students' English-Sanskrit Dictionary. ISBN 9788120800458.
- The Students' Sanskrit-English Dictionary.
- 1890: The Practical Sanskrit-English Dictionary. ISBN 9788120815681.
- 1891: Kusuma-mala

## Vida privada
Se sabe muy poco de su vida familiar. En 1876, con 19 años de edad, se casó con una niña de ocho años, hija del economista G. V. Joshi (1851-1911), llamado «Sarvajanik Kaka» (‘el tío de toda la gente’), patriota de renombre y funcionario de la provincia británica de Maharashtra.
Apte tuvo una sola hija, llamada Godavari, que siendo una niña se casó con Parashuram Damodar Joag (de Tasgaon).